# Sankt Antoni
Sankt Antoni (franska: Saint-Antoine) är en ort i kommunen Tafers i kantonen Fribourg, Schweiz. Orten var före den 1 januari 2021 en egen kommun, men inkorporerades då tillsammans med Alterswil in i kommunen Tafers.